# Сарытогай (Кызылординская область)
Сарытогай (каз. рзд.Сарытоғай) — упразднённый разъезд в Кармакшинском районе Кызылординской области Казахстана. Входил в состав Жосалинского сельского округа. Код КАТО — 434630800. Исключен из учётных данных.

## Население
В 1999 году население разъезда составляло 6 человек (4 мужчины и 2 женщины). По данным переписи 2009 года, в разъезде проживало 5 человек (3 мужчины и 2 женщины).